# 第一屆國民大會安徽省代表
第一屆國民大會代表，於1947年11月21日至11月23日，全國同時舉行第一屆國民大會代表選舉。應選3045席實選2961席，隨中華民國政府遷台者一直沒有進行改選，許多代表一直當到過世，未過世者則一直擔任至1991年底方才全面退休。

## 安徽省
- 安徽省1市63縣，應選國大代表1名者計61縣市，應選國大代表2名者計3縣（合肥、宿縣、阜陽），合計67名。國民黨籍49人，青年黨籍8人，民社黨籍8人，無黨籍2人。
- 包括直接選舉當選名單及退讓當選、遞補當選
- 凡姓名有Δ記號者係因退讓而當選之代表[1]

### 直屬省政府（1市）
| 選區   | 名額 | 當選名單 | 候補名單 | 遞補人及遞補時間 | 備註 |
| ------ | ---- | -------- | -------- | ---------------- | ---- |
| 蚌埠市 | 1    | 陳毓才   |          |                  |      |

### 第一行政督察區（7縣）
| 選區   | 名額 | 當選名單 | 候補名單 | 遞補人及遞補時間        | 備註 |
| ------ | ---- | -------- | -------- | ----------------------- | ---- |
| 懷寧縣 | 1    | 汪幼平   | 葛曉東   | 葛曉東                  |      |
| 太湖縣 | 1    | 楊慧存   |          |                         |      |
| 桐城縣 | 1    | 史尚寬   | 黎衍慶   | 黎衍慶(民國60年3月18日) |      |
| 潛山縣 | 1    | 沈克栠   |          |                         |      |
| 岳西縣 | 1    | 儲造時   | 王石英   | 王石英                  |      |
| 宿松縣 | 1    | 石櫪夫   |          |                         |      |
| 望江縣 | 1    | 何世楨   |          |                         |      |

### 第二行政督察區（5縣）
| 選區   | 名額 | 當選名單 | 候補名單 | 遞補人及遞補時間 | 備註 |
| ------ | ---- | -------- | -------- | ---------------- | ---- |
| 六安縣 | 1    | 宋樹人   |          |                  |      |
| 立煌縣 | 1    | 江白良   |          |                  |      |
| 霍山縣 | 1    | 汪弈林   |          |                  |      |
| 舒城縣 | 1    | 朱道賢Δ  | 鍾鼎文   | 鍾鼎文           |      |
| 霍邱縣 | 1    | 謝麟書   |          |                  |      |

### 第三行政督察區（6縣）
| 選區   | 名額 | 當選名單         | 候補名單       | 遞補人及遞補時間         | 備註       |
| ------ | ---- | ---------------- | -------------- | ------------------------ | ---------- |
| 阜陽縣 | 2    | 李效惠、甯馨(女) |                |                          |            |
| 臨泉縣 | 1    | 王覲陳           |                |                          |            |
| 太和縣 | 1    | 胡志遠           |                |                          | 或作胡致遠 |
| 亳縣   | 1    | 韓慄生           | 沈貫卿         | 沈貫卿(民國52年6月27日)  |            |
| 渦陽縣 | 1    | 周岐山           | 史松喬、王藩庭 | 王藩庭(民國43年12月16日) |            |
| 潁上縣 | 1    | 常法毅           |                |                          |            |

### 第四行政督察區（5縣）
| 選區   | 名額 | 當選名單           | 候補名單       | 遞補人及遞補時間        | 備註 |
| ------ | ---- | ------------------ | -------------- | ----------------------- | ---- |
| 宿縣   | 2    | 陳子英、王立文(女) | 孔和卿、吳報欣 | 吳報欣(民國44年12月7日) |      |
| 蒙城縣 | 1    | 葛崐山             |                |                         |      |
| 靈璧縣 | 1    | 趙覺民             |                |                         |      |
| 五河縣 | 1    | 譚騛Δ              | 劉瑞昌         | 劉瑞昌                  |      |
| 泗縣   | 1    | 王子步             |                |                         |      |

### 第五行政督察區（6縣）
| 選區   | 名額 | 當選名單 | 候補名單 | 遞補人及遞補時間         | 備註 |
| ------ | ---- | -------- | -------- | ------------------------ | ---- |
| 嘉山縣 | 1    | 李咸熙   | 童世荃   | 童世荃(民國71年12月24日) |      |
| 鳳陽縣 | 1    | 張華昌   | 路錫祉   | 路錫祉                   |      |
| 滁縣   | 1    | 杭立武   |          |                          |      |
| 來安縣 | 1    | 章正綬   | 董銓     | 董銓(民國69年8月19日)    |      |
| 天長縣 | 1    | 歐陽崙   | 費鐸聲   | 費鐸聲                   |      |
| 盱眙縣 | 1    | 吳殿槐   |          |                          |      |

### 第六行政督察區（8縣）
| 選區   | 名額 | 當選名單 | 候補名單 | 遞補人及遞補時間         | 備註             |
| ------ | ---- | -------- | -------- | ------------------------ | ---------------- |
| 蕪湖縣 | 1    | 汪祖華   |          |                          |                  |
| 繁昌縣 | 1    | 謝鴻軒   | 汪瑞年   |                          | 汪瑞年為列席代表 |
| 郎溪縣 | 1    | 陶然     | 吳常熙   | 吳常熙(民國42年11月14日) |                  |
| 宣城縣 | 1    | 湯志先   |          |                          |                  |
| 涇縣   | 1    | 翟光熾Δ  | 翟宗濤   | 翟宗濤                   |                  |
| 廣德縣 | 1    | 溫廣彝   |          |                          |                  |
| 當塗縣 | 1    | 謝澄平Δ  |          |                          |                  |
| 南陵縣 | 1    | 戴慶雲   | 劉求南   | 劉求南                   |                  |

### 第七行政督察區（8縣）
| 選區   | 名額 | 當選名單     | 候補名單 | 遞補人及遞補時間 | 備註 |
| ------ | ---- | ------------ | -------- | ---------------- | ---- |
| 休寧縣 | 1    | 吳兆棠       |          |                  |      |
| 歙縣   | 1    | 葉元龍       | 方念諧   | 方念諧           |      |
| 祁門縣 | 1    | 程永言       |          |                  |      |
| 黟縣   | 1    | 吳德壽(退讓) | 吳麟     | 吳麟Δ(民社黨)    |      |
| 績溪縣 | 1    | 胡鍾吾       |          |                  |      |
| 旌德縣 | 1    | 江世義Δ      |          |                  |      |
| 寧國縣 | 1    | 吳覺民       |          |                  |      |
| 婺源縣 | 1    | 江家瑂       |          |                  |      |

### 第八行政督察區（7縣）
| 選區   | 名額 | 當選名單 | 候補名單 | 遞補人及遞補時間        | 備註 |
| ------ | ---- | -------- | -------- | ----------------------- | ---- |
| 銅陵縣 | 1    | 王同榮   |          |                         |      |
| 貴池縣 | 1    | 趙執中   |          |                         |      |
| 至德縣 | 1    | 周至厚Δ  | 許世英   | 許世英(民國49年3月16日) |      |
| 太平縣 | 1    | 焦鳴鑾   | 孫中     | 孫中                    |      |
| 東流縣 | 1    | 鄒人孟Δ  |          |                         |      |
| 石埭縣 | 1    | 蘇       | 蘇恕誠   | 蘇恕誠(民國41年9月13日) |      |
| 青陽縣 | 1    | 曹念誠Δ  |          |                         |      |

### 第九行政督察區（6縣）
| 選區   | 名額 | 當選名單 | 候補名單       | 遞補人及遞補時間       | 備註 |
| ------ | ---- | -------- | -------------- | ---------------------- | ---- |
| 巢縣   | 1    | 張治中   |                |                        |      |
| 全椒縣 | 1    | 汪傳一   | 高長柱         | 高長柱                 |      |
| 和縣   | 1    | 羅北辰   | 朱祖貽         | 朱祖貽                 |      |
| 含山縣 | 1    | 過效六   | 宮懷素、俞守璞 |                        |      |
| 無為縣 | 1    | 徐庭瑤   | 左谷清         | 左谷清(民國64年3月6日) |      |
| 廬江縣 | 1    | 張宗良   |                |                        |      |

### 第十行政督察區（5縣）
| 選區   | 名額 | 當選名單           | 候補名單       | 遞補人及遞補時間       | 備註 |
| ------ | ---- | ------------------ | -------------- | ---------------------- | ---- |
| 壽縣   | 1    | 王進之             |                |                        |      |
| 合肥縣 | 2    | 吳忠信、范雪筠(女) |                |                        |      |
| 定遠縣 | 1    | 凌鐵庵             | 黃綸書、楊東木 | 楊東木(民國53年6月6日) |      |
| 懷遠縣 | 1    | 王子貞             |                |                        |      |
| 鳳台縣 | 1    | 廖梓英             |                |                        |      |